# 无忧公主
《无忧公主》是著名武侠作家萧逸的小说，後來改编成中视传媒出品的的古装武侠电视连续剧。2003年2月在江苏开机拍摄，2004年5月26日在广东电视珠江频道播出。

## 剧情概述
无忧公主，出身贵胄，父亲为当朝皇叔，母亲乃江南大家闺秀，未受尘事沾染，是个冰清玉洁的纯真少女。因为锦衣卫挖掘古墓，引起了巨大变故——千年古墓埋葬着很多故事，也隐藏着很多诅咒——父亲鄱阳王被东厂陷害，无忧公主与母亲弟弟流落江湖，被东厂不停追杀，国恨家仇的重担突然落到了她的身上……

## 主要演员
| 演員   | 角色          | 简介 |
| ------ | ------------- | ---- |
| 何家劲 | 海无颜        |      |
| 李 倩  | 无忧公主/朱翠 |      |
| 俞飞鸿 | 潘幼迪        |      |
| 乔振宇 | 常孟          |      |
| 郑晓宁 | 曹羽          |      |
| 娟 子  | 凤来仪        |      |
| 高泓贤 | 吴明          |      |
| 冯绍峰 | 正德帝        |      |
| 史 可  | 青青          |      |